# Pero curvifera
Pero curvifera là một loài bướm đêm trong họ Geometridae.